# Studeniški tipik
Studeniški tipik je srbski srednjeveški dokument z začetka 13. stoletja.
Napisal ga je Sveti Sava v samostanu Studenica leta 1208. Tipik vsebuje tudi življenjepis Savinega očeta  Stefana Nemanje, kasneje meniha Simeona. Dokument je prva ustava Srbske pravoslavne cerkve. Pisan je bil za samostan Studenica in urejal življenje v meniški skupnosti, organizacijo in samostansko upravo, molitev, prehrano in post.

## Zgodovina
Studeniški tipik je napisan po zgledu  na Karejski tipik in bil sam vzor za kasnejši tipik samostana Žiča in drugih samostanov v Srbiji. Sveti Sava pri pisanju ni imel v mislih samo notranje organizacije samostana, ampak je vanj vnesel tudi meniške izkušnje samostanov na Sveti gori (Atos) in verskih središč na vzhodu, predvsem tistih v Konstantinoplu, Palestini (Lavra sv. Save (Sabe) Posvečenega) in na Sinaju.
S Studeniškim tipikom se je po zgledu na bizantinske samostane ustanovila prva bolnišnica v Srbiji. V njem so opisane tudi podrobnosti, na primer podatki o razporedu ležišč za bolnike, delu osebja, hišnemu redu, načinu shranjevanja zdravil, postopanju pri množičnih boleznih in drugo. Bolnišnica je imela štiri prostore in dvanajst postelj. Ozdravljeni bolniki so ob odhodu dobili  odpustnico. Sava je s tipikom prepovedal padarstvo.
Studenica je bila s to ustavo opredeljena kot neodvisna od cerkvenih in posvetnih oblasti.